# Varkenssluis
De Varkenssluis (brug nr. 204) is een brug over de Oudezijds Voorburgwal in Wallengebied in Amsterdam. De brug verbindt de Damstraat met de Oude Doelenstraat. 
Hier ligt al eeuwen een brug. Ze is al te zien op stadsplattegronden van Pieter Bast (1599) en Balthasar Florisz. van Berckenrode (1625). De brug is vernoemd naar de varkensmarkt die hier rond de 16e eeuw gehouden werd. 
In 1638, toen de varkensmarkt al meer dan 50 jaar uit het centrum verbannen was, bracht de Franse koningin-moeder Maria de’ Medici een bezoek aan de Republiek der Zeven Verenigde Nederlanden. Op deze plek werd een triomfpoort gebouwd met bovenop een toneel. Maria bleef zo gefascineerd door de voorstelling dat ze pas vertrok toen de gordijnen op het toneel neerdaalden.
De moderne geschiedenis van de brug begint in december 1868. Toen besteedde de gemeente Amsterdam aan: 
- “Het maken van eene onderheide fundering met het metselen der penanten, walhoofden en vleugelmuren, en het daarstellen van al de overige timmer-, metsel- en hardsteenwerken voor de verbreeding van de steenen wulfbrug no. 204 met de levering van allen daartoe noodige materialen en arbeidslonen”;
- Het maken en stellen van al de ijzerwerken voor voornoemde brug, met alle daartoe vereischte materialen en arbeidslonen
- de levering van Escauzijnsche deksteenen, ten dienste van de in het jaar te vernieuwen steenen wallen;
- Het doen van herstellingen en vernieuwingen aan de steenen en houten wallen langs de grachten en wateren en aan de gemetselde riolen etc.
- Het vernieuwen van 16.205 vierkante ellen bestrating in eenige straten en het onderhouden daarvan gedurende de eerste drie jaren, met levering van 90.000 stuks keijen en 300.000 stuks klinkerts.

Het geheel was in handen van de Dienst der Publieke Werken. Het ontwerp van de brug kwam van stadsarchitect Bastiaan de Greef, die de bouw daarvan zou begeleiden. Jacob Verheij, directeur PW begeleidde de punten 3 en 4, terwijl de bestrating werd begeleid door Jacobus van Niftrik.  Deze uitgebreide aanbesteding was het gevolg van de aanleg van de Damstraat op de plaats van de Halsteeg, waarbij een aantal panden aldaar werden gesloopt als ook de brug met één welf op die plaats. De brug droeg jaarstenen in de brugpijlers "Anno" "1869". 
In 1956/1957 werd de brug verbreed, reden daarvoor was niet het normale verkeer over de brug. De stoet trouwauto’s die aanstaande bruiden en bruidegoms moesten begeleiden op het Stadhuis zorgden voor ondraaglijke oponthoud van het normale verkeer. De trouwauto’s leverden niet alleen de aanstaande stellen en gevolg af, ze moesten er ook wachten om vervolgens de gehele meute weer af te voeren. De brug werd 16,35 meter breed met een rijweg van 8 meter breed met daarnaast een rijgoot voor trouwauto's van 3 meter breed.  Achter haar klassieke uiterlijk gaat een betonconstructie schuil. Het uitgehakte brugnummer is te vinden in de bovenste sluitsteen van de middelste boog. In de jaren tachtig werd de brug opnieuw ingericht en gerenoveerd, waardoor een benoeming tot gemeentelijk monument er niet (meer) in zat.
Deze brug stond in de jaren tachtig en negentig van de 20e eeuw ook wel bekend als de pillenbrug, aangezien hier vele junkies een levendige negotie in rohypnol en andere verdovende middelen hielden. Burgemeester Ed van Thijn besloot in te grijpen toen het drugsgebruik alhier uit de hand liep. Er kwamen bloemstallen etc., maar ook in de 21e eeuw wordt de omgeving geplaagd door allerlei venters.
Schrijver Gerbrand Adriaensz. Bredero had vanuit zijn woning (later Oudezijds Voorburgwal 250) uitzicht op de brug. Op de brug staat een beeldgroep Wandelend naar de Nieuwmarkt van Martie van der Loo, geplaatst na vernieuwing van de brug ter verjaging van de drugshandel. Op de brug ligt voorts een tegel van het kunstwerk Vrijheid van Amsterdam.

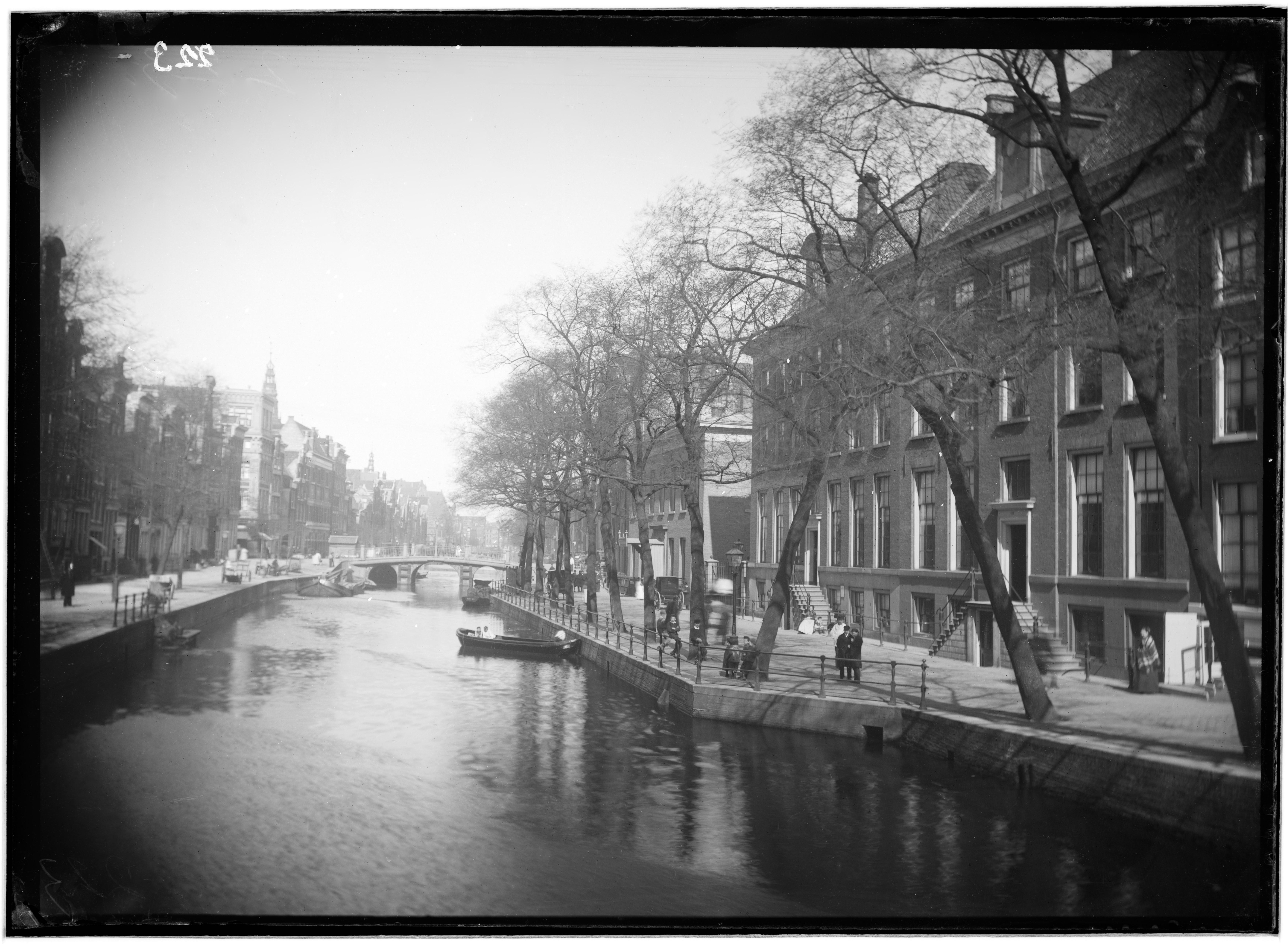
De brug uit 1869 vlak na oplevering (rond 1870)

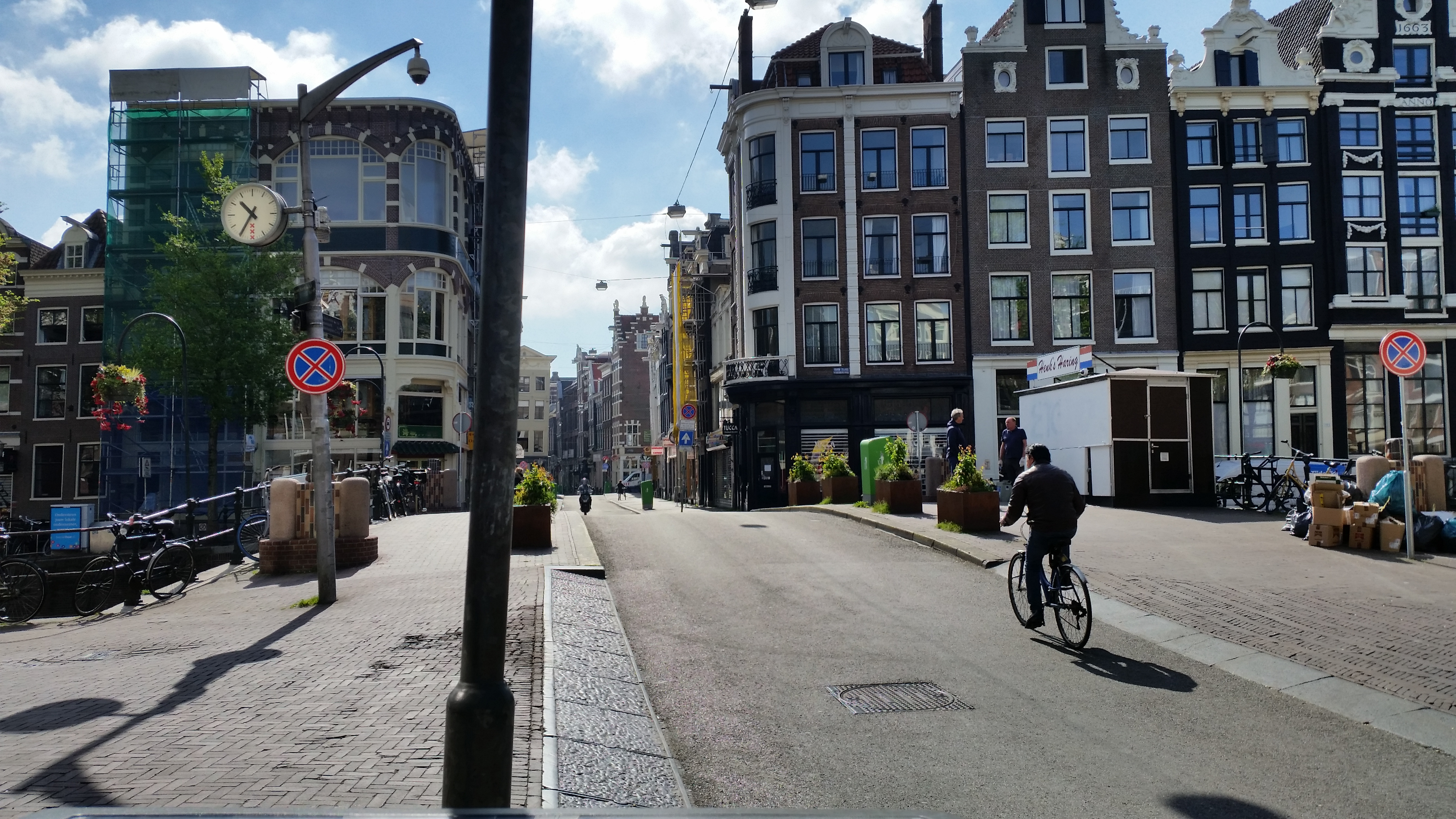
Overzicht over de Varkenssluis met links en rechts het kunstwerk van Martie van de Loo (mei 2020)

<<< · 200 · 201 · 202 · 203 · 204 · 205 · 206 · 207 · 208 · 209 ·  210 · 211 · 212 · 213 · 214 · 215 · 216 · 217 · 218 · 220 · 221 · 222 · 223 · 224 · 225 · 226 · 227 · 228 · 228P · 229 · 230 · 231 · 232 · 233 · 234 · 235 · 236 · 237 · 238 · 239 ·  240 · 241 · 242 · 243 · 244 · 245 · 246 · 247 · 248 · 249 ·  250 · 251 · 252 · 253 · 254 · 255 · 256 · 257 · 258 · 259 · 260 · 261 · 262 · 263 · 264 · 265 · 266 · 267 · 270 · 271 · 272 · 273 · 274 · 275 · 277 · 278 · 279 · 280 · 281 · 283 · 285 · 286 · 287 · 288 · 289 · 290 · 291 · 292 · 293 · 295 · 296 · 297 · 298 · 299 · >>>
Brugnummers 219, 268, 269, 276, 282, 284, 294 zijn niet (meer) in omloop.